# Горн, Филипп де Монморанси
Филипп де Монморанси (нидерл. Filips van Montmorency, Graaf van Hoorne; род. ок 1524 — 5 июня 1568, Брюссель) — граф Горн, наместник (штатгальтер) Гелдерна, адмирал Фландрии, член государственного совета Нидерландов, вместе с графом Эгмонтом запаливший факел Восьмидесятилетней войны. После его казни графство Горн было передано епископству Льежскому.

## Биография

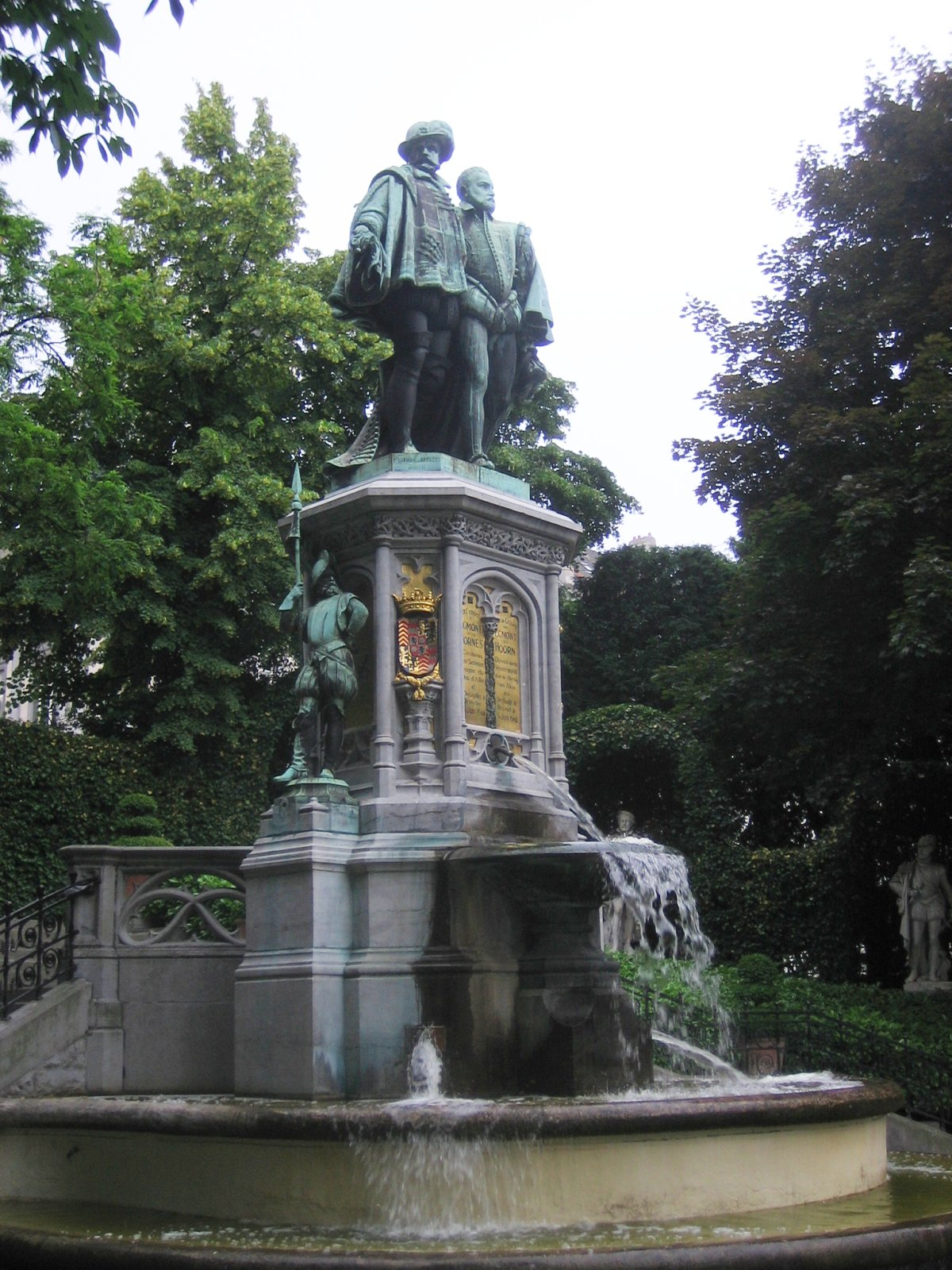
Памятник Эгмонту и Горну в Брюсселе, работа скульптора Шарля-Огюста Фрекена

Филипп де Монморанси принадлежал к самой верхушке франко-нидерландской аристократии и имел обширные связи в среде протестантов. Его отец Жозеф умер, когда Филиппу не было и двух лет. Он носил титул барона де Монморанси и вместе с сыном был последним представителем старшей ветви знаменитого во французской истории баронского рода Монморанси. Маршал Анн де Монморанси приходился ему двоюродным братом, адмирал Гаспар де Колиньи — двоюродным племянником. Родовым гнездом фламандской ветви Монморанси был Нивель во Фландрии.
Став вдовой, мать Филиппа — Анна из голландского рода Эгмонтов — вышла замуж за престарелого холостяка Иоанна II, графа Горна, последнего представителя знатной фламандской фамилии, владения которой включали остров Альтена. Граф Горн усыновил Филиппа де Монморанси и передал ему все свои поместья и титулы.
После смерти отчима в 1540 году молодой граф Горн воспитывался при дворе императора Карла V. Он отличился во время Шмалькальденской войны, а в 1550 году ему было доверено возглавить личную охрану будущего Филиппа II.
После 15 лет службы при императорском дворе граф Горн в сентябре 1555 года получил назначение штатгальтером Гелдерна и Зютфена. Год спустя ему был вручён орден Золотого руна. В испанском флоте он с 1559 года имел адмиральский чин. В качестве члена регентского совета Горн видел губительность для экономики Нидерландов испанских порядков и в особенности инквизиции и всячески стремился сохранить традиционную культурно-политическую автономию Нижних земель.

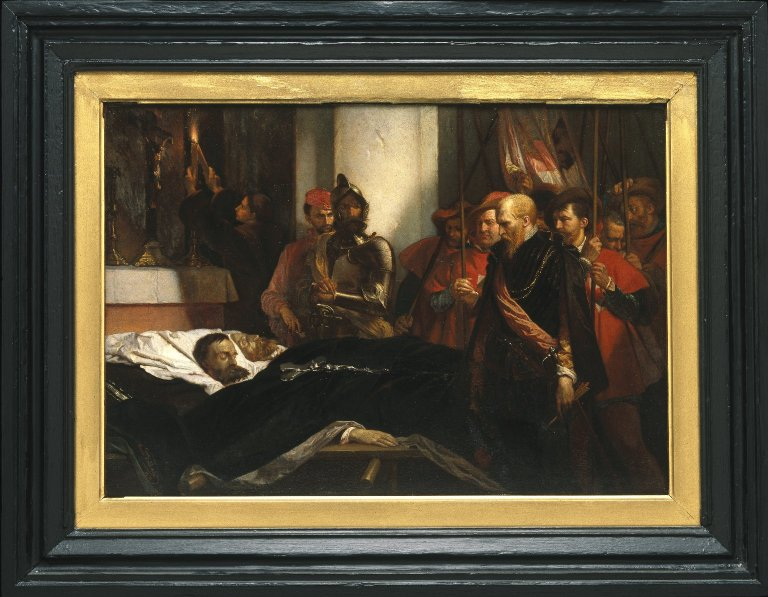
Луи Галлейт. Прощание голландцев с Эгмонтом и Горном (1851 год).

Союзниками Горна выступили другие члены совета — граф Ламораль Эгмонт (кузен его матери) и принц Вильгельм Оранский (муж двоюродной сестры Горна). Совместными усилиями им удалось в 1564 году убедить короля отозвать возглавлявшего совет реакционного кардинала Гранвеллу. Между тем в ответ на зверства инквизиции в Нидерландах началось иконоборческое брожение, поддержанное значительной частью местного дворянства. В этой сложной ситуации Горн старался занять центристскую позицию: с одной стороны, выступал против иконоборцев, с другой — встречался в Турне с кальвинистскими лидерами.
На встрече с Вильгельмом в декабре 1566 года Эгмонт и Горн отказались поддержать его намерение выступить против испанцев с оружием в руках. Разочарованный радикализацией протестного движения, Горн отошёл от политических дел и удалился в Верт. По прибытии в Брюссель герцога Альбы, он внял его миролюбивым посулам и направился на встречу с ним. В Брюсселе он был взят под стражу и вместе с Эгмонтом предстал перед «кровавым советом», который признал их виновными в измене и ереси. Казнь Эгмонта и Горна, совершённая на Гран-плас в Брюсселе, показала тщетность попыток найти общий язык с испанцами и способствовала разжиганию пламени Нидерландской революции.
Граф Горн похоронен в церкви Святого Мартина в Верте.